# Suuri-Kylmä
Suuri-Kylmä är klippor i Finland.   De ligger i landskapet Kymmenedalen, i den södra delen av landet, 130 km öster om huvudstaden Helsingfors.
Terrängen runt Suuri-Kylmä är mycket platt.